# Piercing del monte di Venere

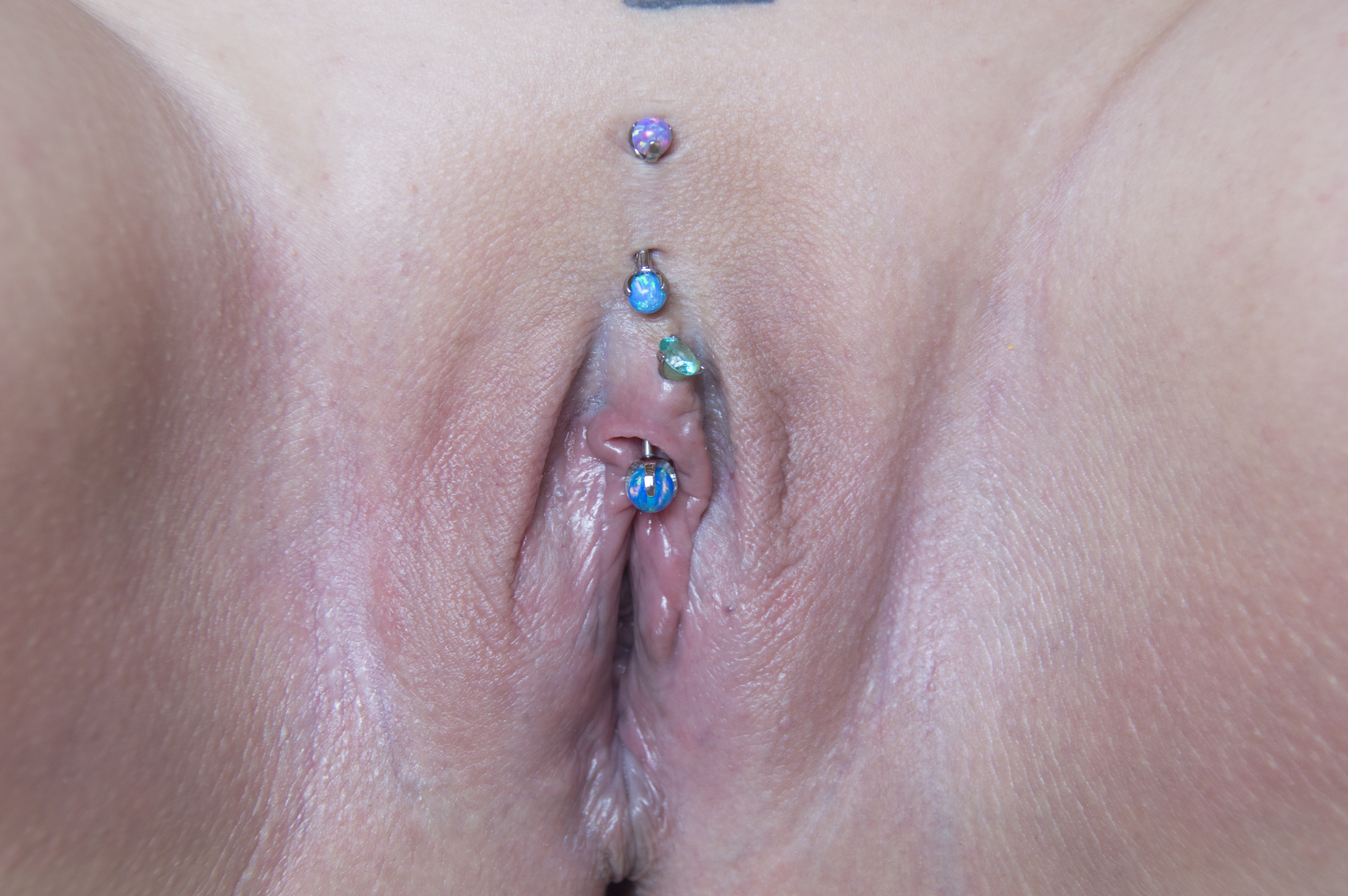
Un piercing del monte di Venere (Christina) e un piercing del cappuccio del clitoride

Il piercing del monte di Venere è un tipo di piercing genitale femminile che viene praticato sul monte di Venere.

## Tipologia

### ChristinaoVenus Piercing

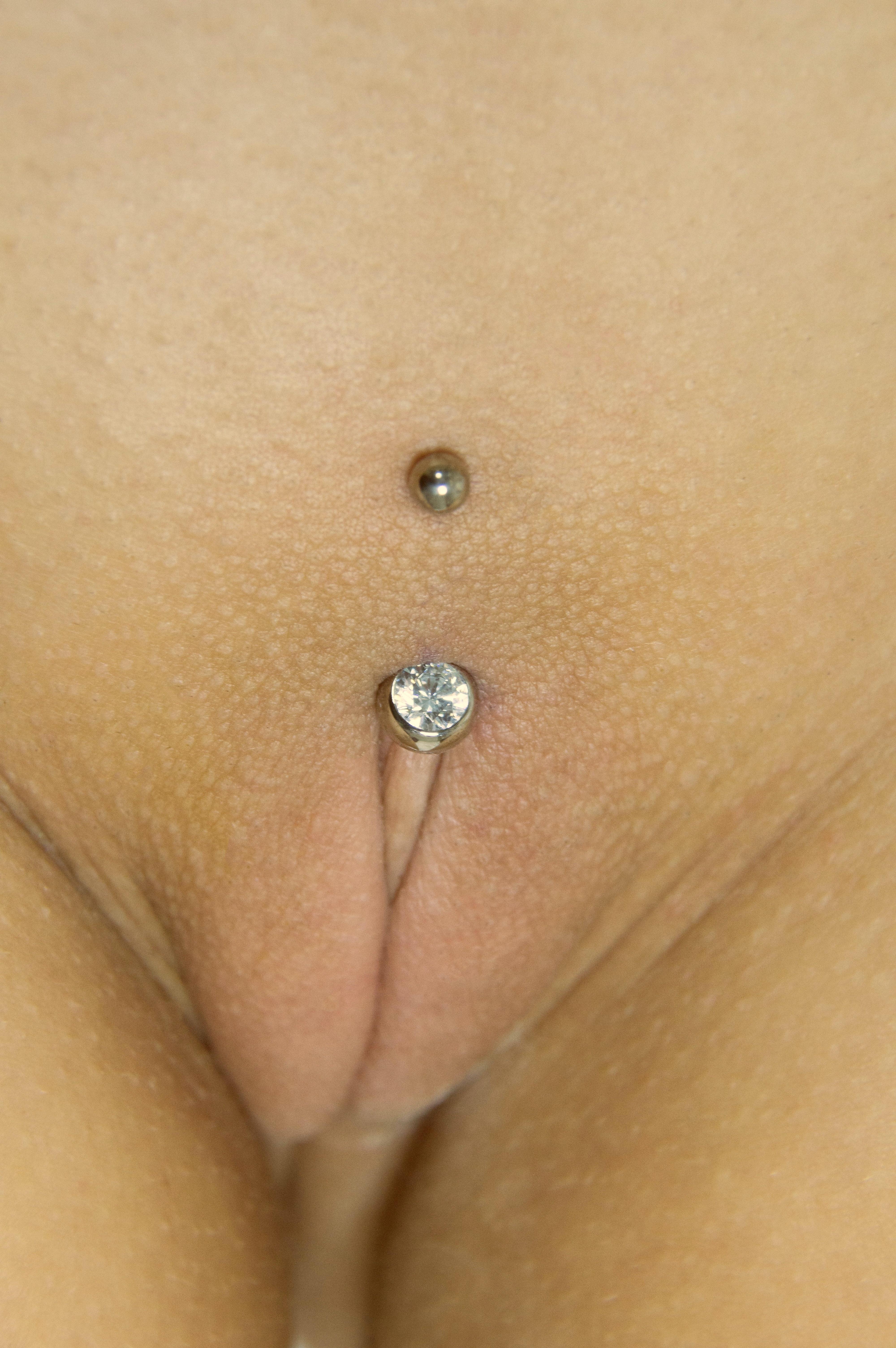
Christina

Il Christina, anche conosciuto come Venus Piercing, viene realizzato forando il punto d'incontro tra le grandi labbra nel punto più profondo fino a fuoriuscire dal monte di Venere.
Il gioiello utilizzato può essere una barra a L (J) o una banana, di solito di 1,6 mm di diametro, a seconda dell'anatomia e della lunghezza della perforazione. Il tempo di cicatrizzazione completa è relativamente lungo e può richiedere anche fino a 6 mesi. Se il monte di Venere e/o le grandi labbra non sono sufficientemente sviluppati non è possibile realizzare questo piercing. Preferibilmente si associa all'epilazione completa della vulva e del monte di Venere.

### Nefertiti

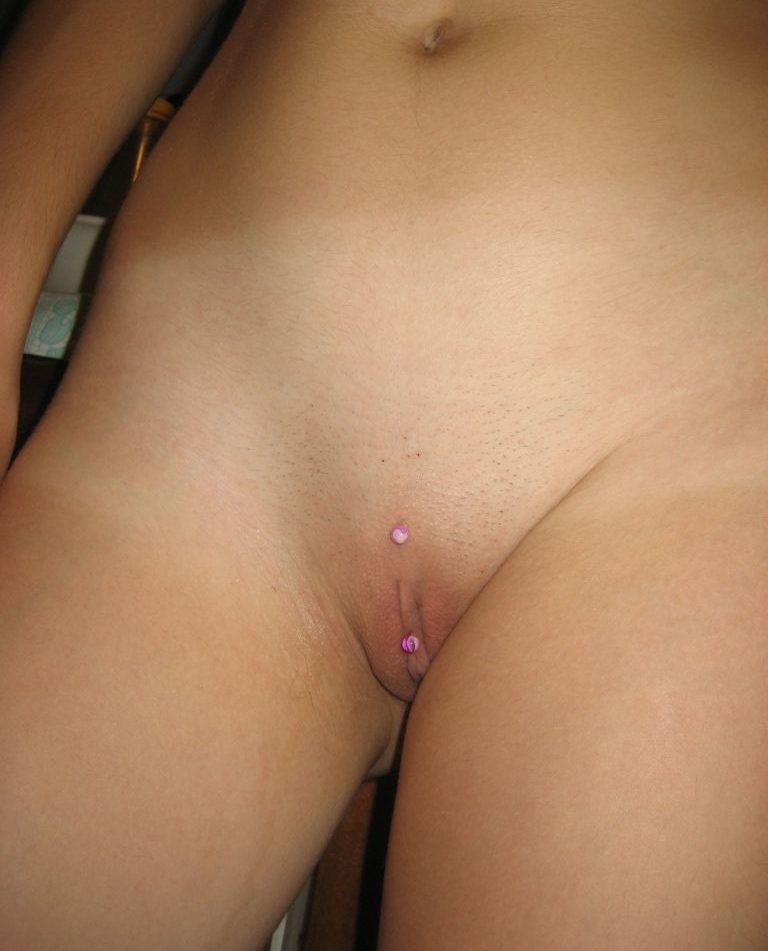
Nefertiti

Il Nefertiti è una combinazione di un piercing del cappuccio del clitoride verticale (VCH) e di un Christina, in cui una barra flessibile viene inserita tra il cappuccio clitorideo e la parte inferiore del monte di Venere. La guarigione può essere lunga data la quantità di tessuto che deve attraversare il piercing. Le barre flessibili sono consigliate perché il piercing può essere messo in pressione per passare attraverso i vari tessuti dell'apparato genitale femminile.